# كجرات تايتانز
كجرات تايتانز هو فريق كريكت من مدينة أحمد آباد، الهند. تأسس عام 2021 ويشارك في الدوري الهندي الممتاز.

## روابط خارجية
- الموقع الرسمي
.